# With or Without You
With or Without You – ballada rockowa grupy U2, pochodząca z jej wydanego w 1987 roku albumu, The Joshua Tree. Jest ona jednym z najpopularniejszych utworów zespołu. W marcu 1987 roku piosenka została wydana jako singel, stając się pierwszym nagraniem grupy, który znalazł się na szczycie amerykańskiego zestawienia Billboard Hot 100. Mała płyta utrzymywała się tam przez trzy tygodnie. W Wielkiej Brytanii singiel zajął czwarte miejsce.

## Popularność
W 2004 utwór został sklasyfikowany na 132. miejscu listy 500. utworów wszech czasów magazynu Rolling Stone.

## Wykonania na żywo
Od momentu swojego powstania piosenka była wykonana przez U2 712 razy, czyli na zdecydowanej większości koncertów. Utwór pojawił się na wszystkich trasach koncertowych od trasy Joshua Tree, i najczęściej był grany w ostatniej części koncertu, podczas bisów. Wielokrotnie „With or Without You” było także wykonaniem kończącym koncert.
Po raz pierwszy zespół wykonał balladę na drugim koncercie trasy Joshua Tree Tour w Tempe w Arizonie 4 kwietnia 1987 roku.

## Lista utworów
1. „With or Without You” – 4:56
2. „Luminous Times (Hold on to Love)” – 4:34
3. „Walk to the Water” – 4:48

## Pozycje na listach przebojów
| Lista (1987)           | Pozycja |
| ---------------------- | ------- |
| UK Singles Chart       | 4       |
| Billboard Hot 100      | 1       |
| Mainstream Rock Tracks | 1       |
| Adult contemporary     | 23      |